# آگاراک (سیونیک)
آگاراک (به ارمنی: Ագարակ) یک شهر در ارمنستان است که در استان سیونیک واقع شده‌است. در کیلومتری جنوب کاپان، مرکز استان سیونیک واقع شده‌است. این روستا در سال ۱۹۴۹ بنیانگذاری شده‌است.
آگاراک از شهرهای ارمنستان واقع در استان سیونیک و در مرز ایران است. آخرین شهر در میان راه شهر مغری ارمنستان به سوی ایران شهر کوچک آگاراک است که در سال ۱۹۴۹ ساخته شده‌است. در آنجا یک پل ماشین‌رو و یک پل پیاده‌رو بر روی دوخانه ارس، ایران و ارمنستان را به هم می‌پیوندد. در بالای روستای آگاراک، میان این روستا و روستای کارچِوان، راه خاکی ای است که از کنار یک معدن مس و مولیبدن بزرگ می‌گذرد. در نزدیکی آگاراک محل قدیمی روستای آگاراک قرار دارد که در آن دو کلیسا متعلق به سده هفدهم میلادی به نام‌های «کلیسای آکناخاچ» و «کلیسای آمِناپْرکیچ» جای دارد. جاده آگاراک به ایران به کنار رود ارس می‌رسد و چشم‌اندازی چشمگیر دارد با گردنه‌های خشک و بریده بریده و دره‌های سرسبز.

## جغرافیا و آب و هوا
آگاراک ۲٫۵ کیلومتر مربع مساحت و ۴٬۴۲۹ نفر جمعیت دارد و ۶۵۰ متر بالاتر از سطح دریا واقع شده‌است. در کیلومتری جنوب کاپان، مرکز استان سیونیک واقع شده‌است.

## فرهنگ

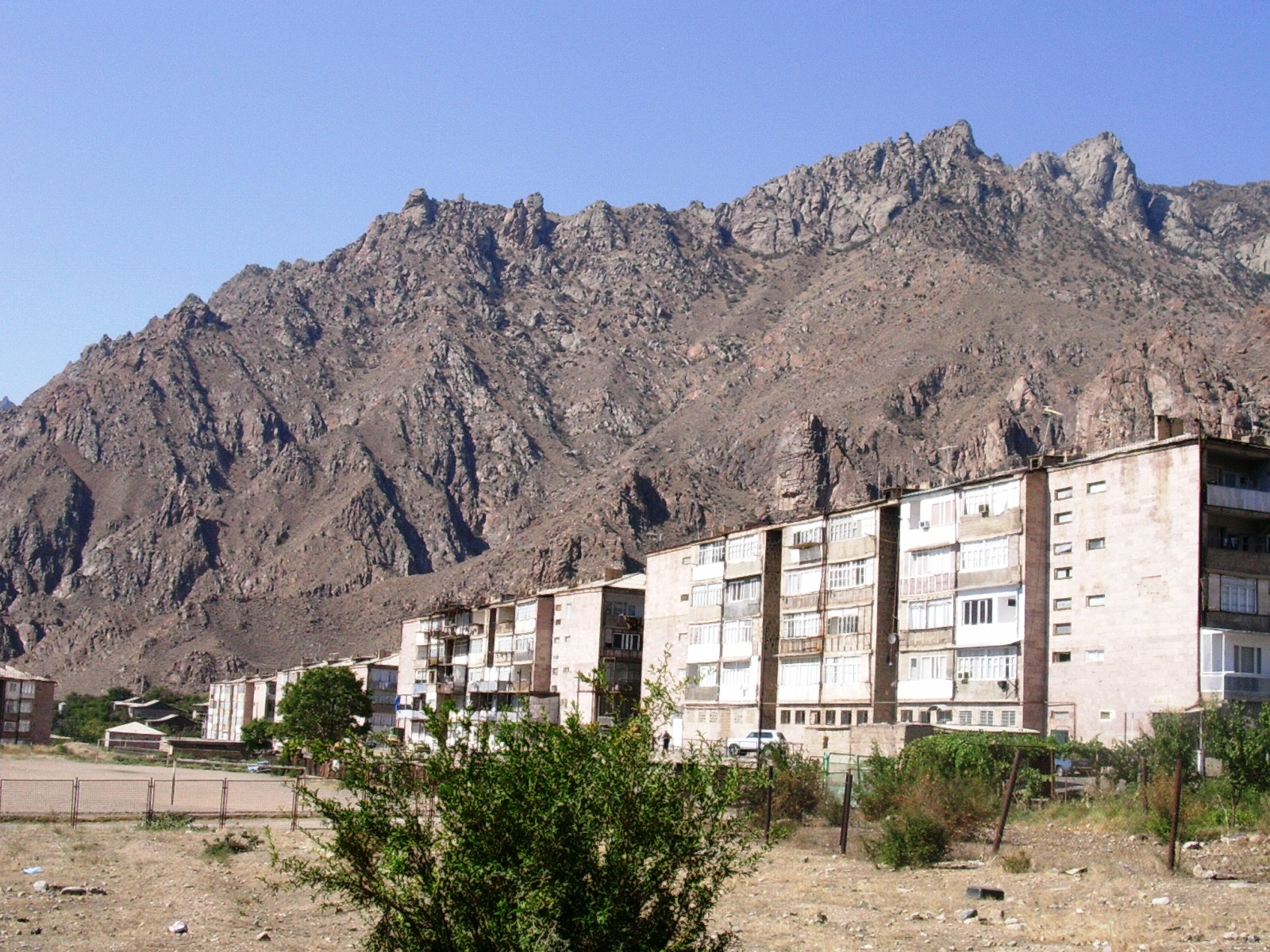
خانه‌های ساخته‌شده در دوران شوروی

### خواهرخوانده
شهر سالیهورسک در بلاروس خواهرخواندهٔ آگاراک هست.

## نگارخانه

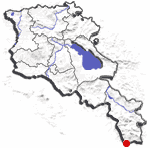
محل آگاراک در ارمنستان
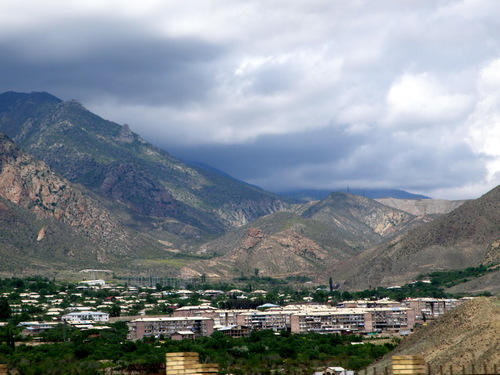